# Germa
Pour les articles homonymes, voir Germa (homonymie).
Germa ou Djerma (en arabe : جرمة) est une ville située au sud-ouest de la Libye.
Connue dans l'Antiquité sous le nom de Garama (en grec ancien : Γαράμη (Garame)), elle est la capitale des Garamantes, un peuple berbère saharien.

## Géographie
Germa est située au cœur du Fezzan, dans le Sahara libyen. Elle se trouve à environ 700 km au sud de Tripoli, à une trentaine de kilomètres à l'est d'Awbari, à environ 150 km à l'ouest-sud-ouest de Sabha, et à une centaine de kilomètres au nord-ouest de Murzuq.

## Climat
Germa possède un climat désertique chaud (classification de Köppen BWh). Au cours de l'année, il n'y a pratiquement aucune précipitation ; les précipitations annuelles moyennes sont de quelques millimètres.

## Histoire
Dans l'Antiquité, la région de Germa fait partie du pays des Garamantes. Germa, qui occupe le site de l'antique Garama, capitale des Garamantes, est notamment mentionnée au Ier siècle par le naturaliste romain Pline l'Ancien à propos de l'expédition du général romain Cornelius Balbus vers l'an 20 avant J.-C. ; le géographe grec Claude Ptolémée la qualifie de « metropolis ».

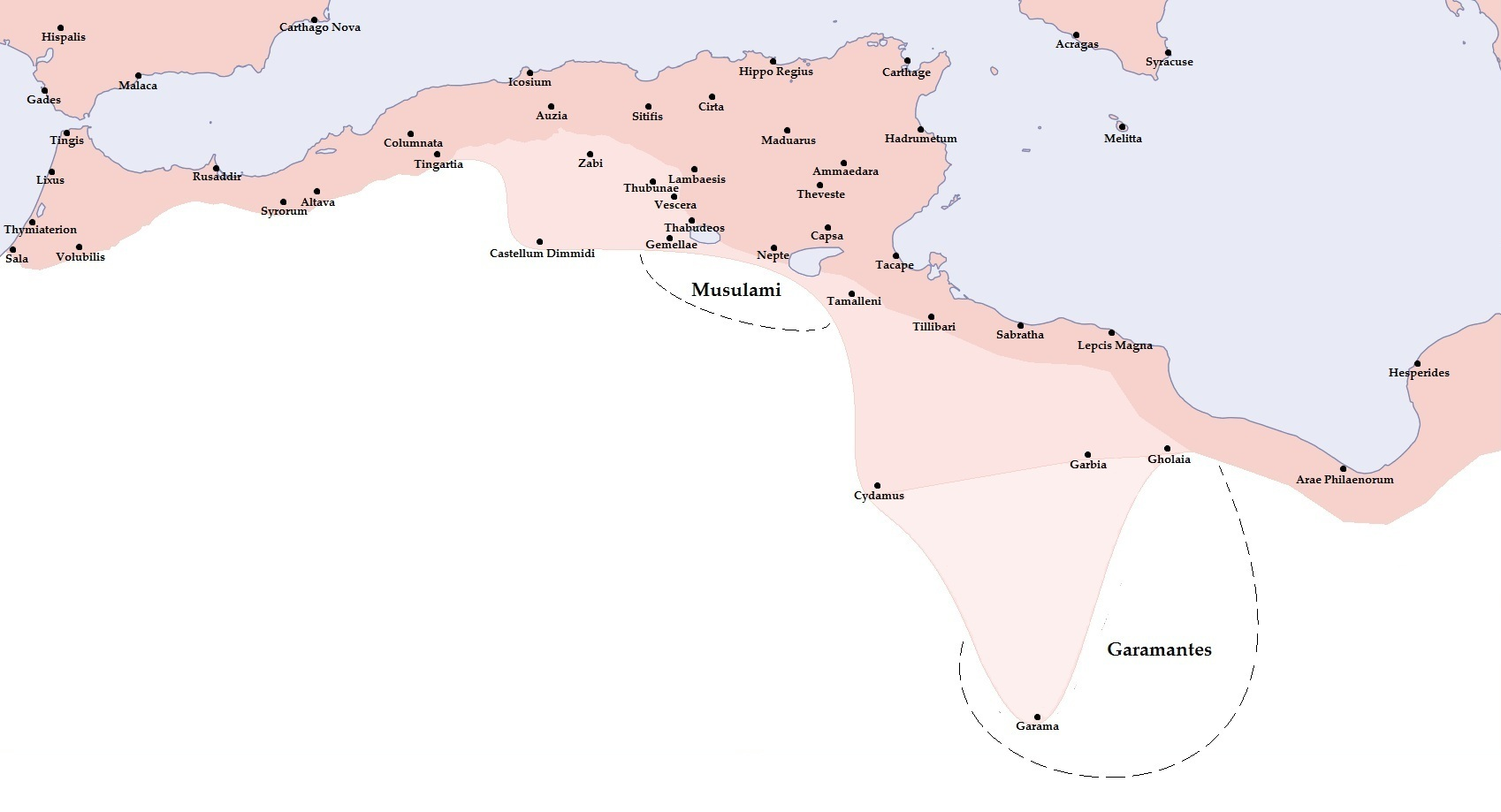
Évolution du Limes africain, sous l'empereur romain Septime Sévère (IIe siècle). Septime Sévère a considérablement élargi le Limes Tripolitanus (dégradé de couleur moyen), en exerçant même brièvement une présence militaire (dégradé clair) dans la capitale des Garamantes, Garama en 203.

Les Garamantes menaient souvent des raids sur la frontière africaine de Rome, le Limes Tripolitanus, et se retiraient dans le désert. En 197, l'empereur romain Septime Sévère, lance une campagne dans le Sahara. En 203, il s'empare de Germa, mais la présence romaine n'a duré que quelques années et ils ont abandonné la cité rapidement.
Lors de l'expansion de l'islam, Germa est prise par le général arabe Oqba Ibn Nafi en 669. Il aurait poursuivi jusqu'à Kawar (Kaouar), où il aurait détruit beaucoup.
Au XVIe siècle, elle tombe aux mains des Ottomans. La ville est cédée au royaume d'Italie en 1912 lors de la guerre italo-turque, devenant une partie de la Libye italienne jusqu'à la fin de la Seconde Guerre mondiale.
Dans les années 1960, les archéologues Charles Daniels et Mohammed Ayoub fouillent l'antique cité de Garama. Les recherches actuelles indiquent que Garama avait une population d'environ 4 000 habitants. Le déclin de la ville est également attribué à la consommation excessive d’eau et au manque d’eau associé à la dégradation du climat.